# Ли Цзяо
Ли Цзя́о (кит. упр. 李佼, пиньинь Lǐ Jiǎo; род. 15 января 1973) — нидерландская спортсменка китайского происхождения, игрок в настольный теннис, чемпионка Европы и Европейских игр.

## Биография
Родилась в 1973 году в Циндао провинции Шаньдун (КНР). Впоследствии эмигрировала в Нидерланды, в 2004 году получила нидерландское гражданство.
В 2005 году стала бронзовой призёркой чемпионата Европы. В 2007—2011 годах ежегодно становилась чемпионкой Европы. В 2008 году приняла участие в Олимпийских играх в Пекине, но заняла лишь 11-е место. В 2012 году приняла участие в Олимпийских играх в Лондоне, но заняла лишь 9-е место. В 2015 году завоевала золотую и серебряную медали Европейских игр.
В августе 2016 года после того, как женская команда Нидерландов выбыла из олимпийского командного турнира, Ли Цзяо объявила о завершении международной спортивной карьеры игрока. После ухода со спортивной арены Ли Цзяо стала работать тренером мужской сборной Нидерландов. В этом качестве она впервые попробовала свои силы ещё во время командного чемпионата мира в 2014 году.

## Стиль игры
Левша, использует азиатскую хватку, играет в атакующем стиле. Специалисты отмечали умение Ли Цзяо изменять свою игру в зависимости от действий соперников.